# Station Varsjavski (Sint-Petersburg)

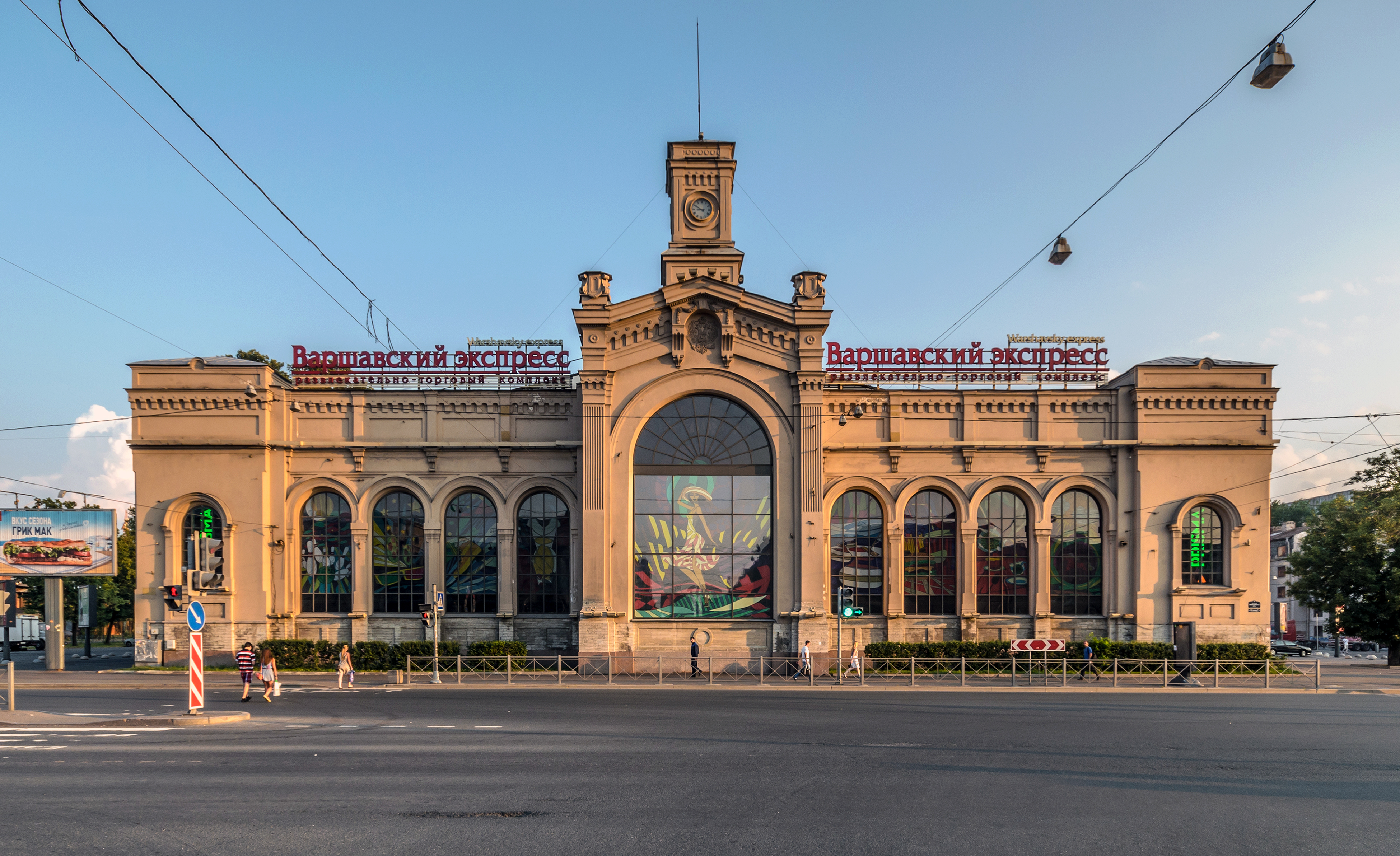
De voorgevel van het voormalige station

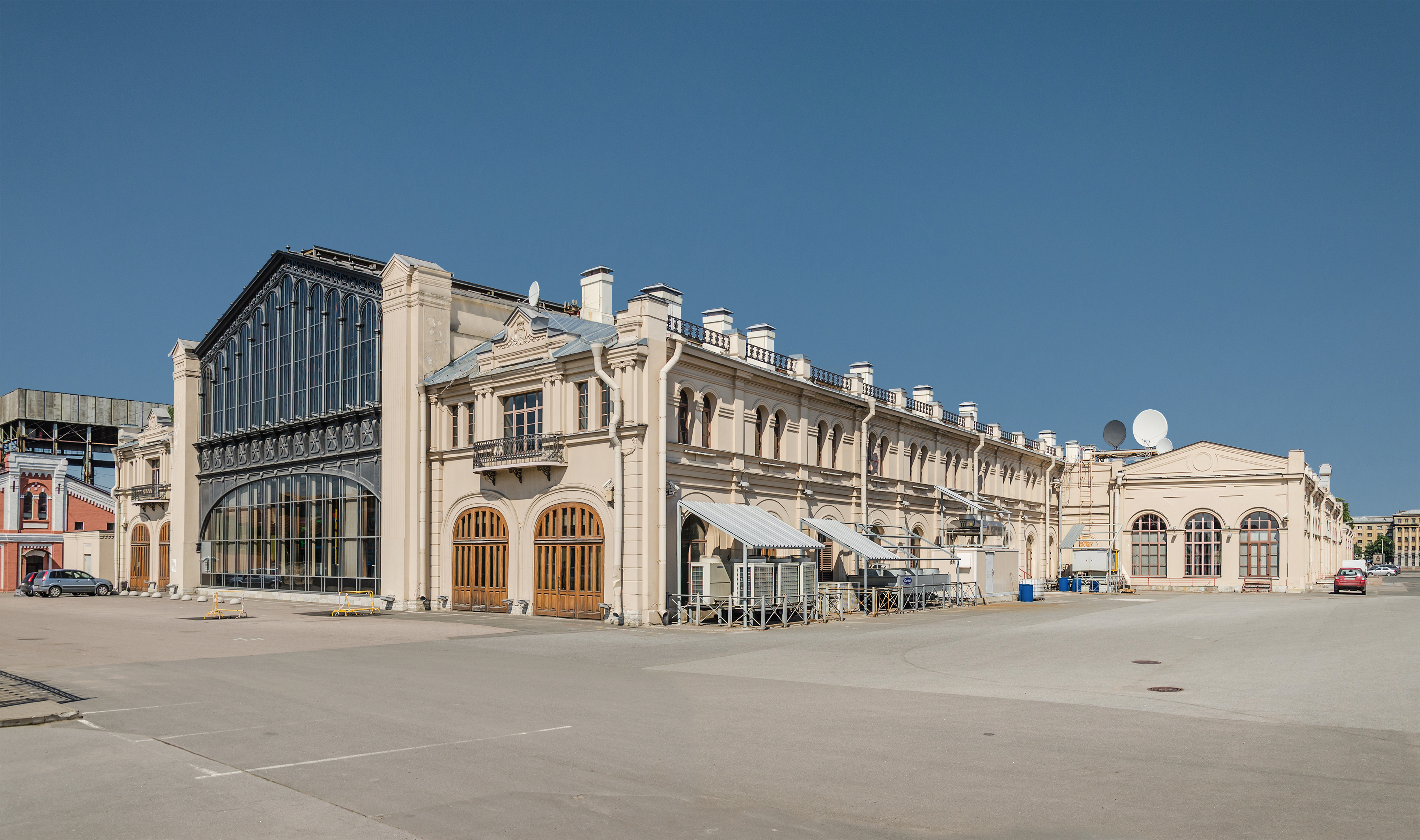
Het Varzjavski-station, gezien vanaf de sporen

Station Varsjavski (Russisch: Варша́вский вокза́л, Varsjavski vokzal), ook wel station Warschau genoemd, is een voormalig passagiersstation in Sint-Petersburg, Rusland. Vandaag wordt het gebruikt voor een museum, namelijk het Centraal Museum van Railtransport van de Russische Federatie.

## Geschiedenis
Het station werd oorspronkelijk gebouwd in 1851 voor een spoorlijn die in 1858 klaar zou zijn om de stad naar de residentie van de tsaar in Gatsjina te leiden. De lijn werd uitgebreid in 1859 naar Pskov en in 1862 naar Warschau, wat in die tijd deel was van Congres-Polen en het Russische Rijk. Een deel van de hoofdlijn die naar de Pruisische grens ter hoogte van Virbalis (nu Litouwen) liep, verbond Sint-Petersburg met de andere hoofdsteden van Europa.
Het huidige gebouw werd ontworpen door Pjotr Salmanovitsj in een mix van historische stijlen. Het werd gebouwd tussen 1857 en 1860. Er werd in 1908 ook een kerk voor het station gebouwd, die later vernietigd werd en vervangen door een beeld van Lenin door de Sovjet-Russische beeldhouwer Nikolaj Tomski in 1949.
In 2001 werd het station gesloten en werd de spoorlijn omgeleid naar het Vitebski-station en het woon-werkverkeer naar het Baltisch Spoorwegstation. Het beeld van Lenin werd weggehaald. Het handelscentrum Warsaw Express benut het gebouw sindsdien.
Vroeger werden er op de sporen 80 tentoonstellingen gehouden voor stoommachines, elektrische en diesellocomotieven. Het museum is nu gesloten en de tentoonstellingen vinden nu plaats in het Russisch spoorwegmuseum, naast het Baltisch Spoorwegstation, dat geopend werd op 1 november 2017.